# 公安边防海警部队
公安边防海警部队，是中国人民武装警察部队公安现役部队边防部队过去的部队编制，曾隶属于公安部边防管理局，主要负责近海治安，人員主要由公安海警學院訓練。值得注意的是，与其他部门的海上执法力量相比，海警曾经是中国唯一的海上武装执法力量。

## 沿革
根据2013年《国务院关于部委管理的国家局设置的通知》，边防海警部队被整合入重组后的中国海警局。重组的国家海洋局仍由国土资源部管理，並以中國海警局名義開展海上維權執法，同时接受公安部业务指导。

## 编制

### 海警支队
- 辽宁省公安边防总队海警第一支队（大连）
- 辽宁省公安边防总队海警第二支队（丹东）
- 辽宁省公安边防总队海警第三支队（盤錦）
- 河北省公安边防总队海警支队（秦皇岛）
- 天津市公安边防总队海警支队（天津）
- 山东省公安边防总队海警第一支队（威海）
- 山东省公安边防总队海警第二支队（青岛）
- 江苏省公安边防总队海警支队（太仓），下轄海警第二大队（海门东灶港）
- 上海市公安边防总队海警支队（上海）
- 浙江省公安边防总队海警第一支队（台州）
- 浙江省公安边防总队海警第二支队（宁波）
- 浙江省公安边防总队海警第三支队（温州苍南、平阳）
- 福建省公安边防总队海警第一支队（福州）
- 福建省公安边防总队海警第二支队（泉州）
- 福建省公安边防总队海警第三支队（厦门）
- 广东省公安边防总队海警第一支队（广州）
- 广东省公安边防总队海警第二支队（汕头）
- 广东省公安边防总队海警第三支队（湛江）
- 广西壮族自治区公安边防总队海警第一支队（北海）
- 广西壮族自治区公安边防总队海警第二支队（防城港）
- 广西壮族自治区公安边防总队海警第三支队（钦州）
- 海南省公安边防总队海警第一支队（海口）
- 海南省公安边防总队海警第二支队（三亚）
- 海南省公安边防总队海警第三支队（文昌）[5]

### 专业院校
- 公安海警学院（宁波）（公安部属，公安部边防管理局管）

## 装备

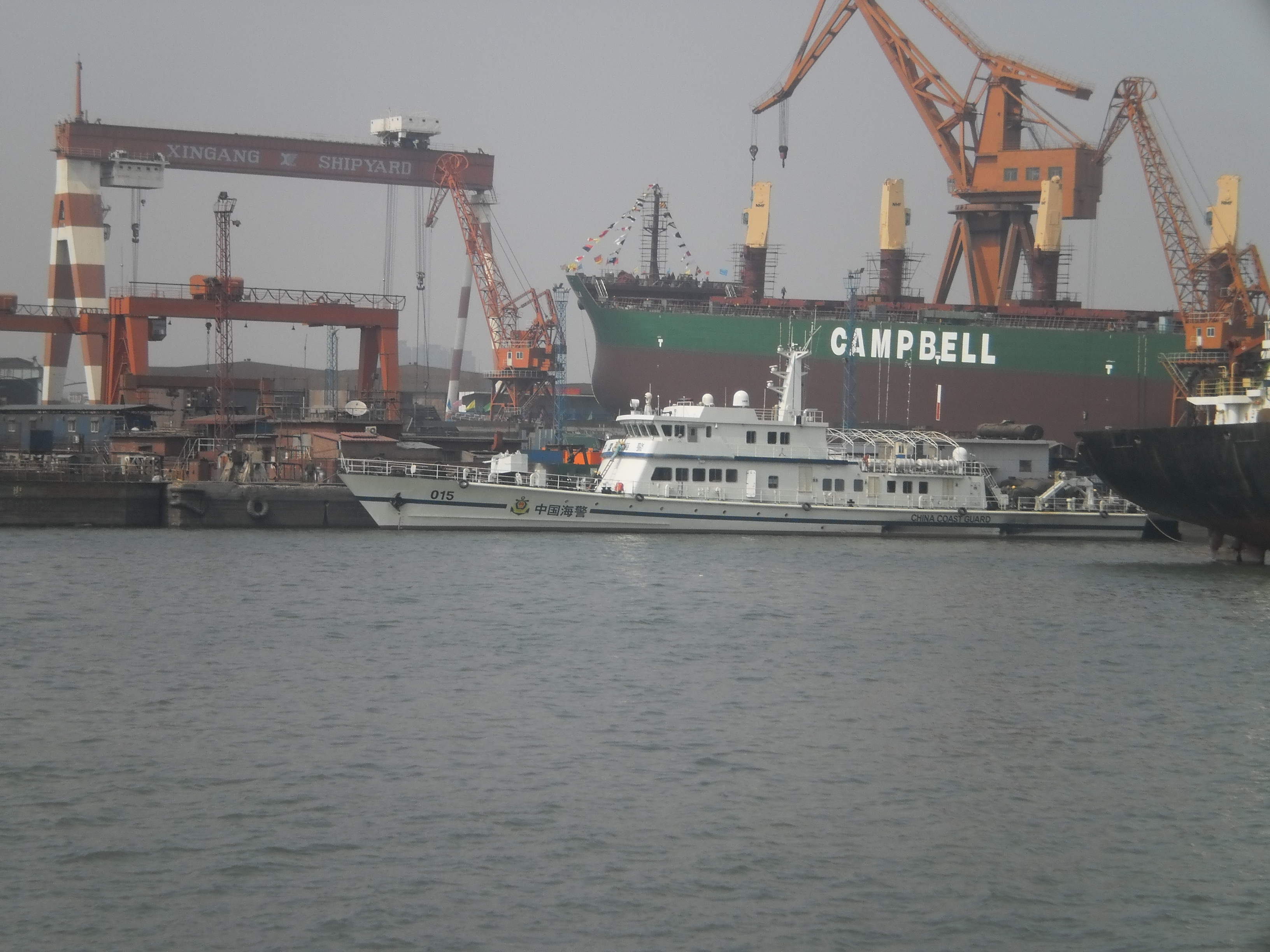
海沪级巡逻舰(618B型)

海警装备為218型巡逻艇、HP1500-2型“海豹”高速巡逻艇及海沪级巡逻舰（618B型），近期新一代海警轻巡逻舰海沪级巡逻舰（618B型）大量服役于各支海警部队。海警618B型轻巡逻舰属新型警用舰船，全长63.5米，宽9米，型深4.746米，满载排水量651.38吨，最大航速25.6节（约47.4公里/小时），配备有尾部摩托艇、气胀式救生筏以及武器、导航、通信等设备，装备有高压水炮、64毫米口径防爆炮、37毫米炮。
另有千噸級的1001舰為旗艦和2艘海军053級护卫舰改裝成的巡逻艦。

## 外部連結
- （英文） CCG - Chinese Defence Today
- （中文） 中国海警